# Polaritate (chimie)

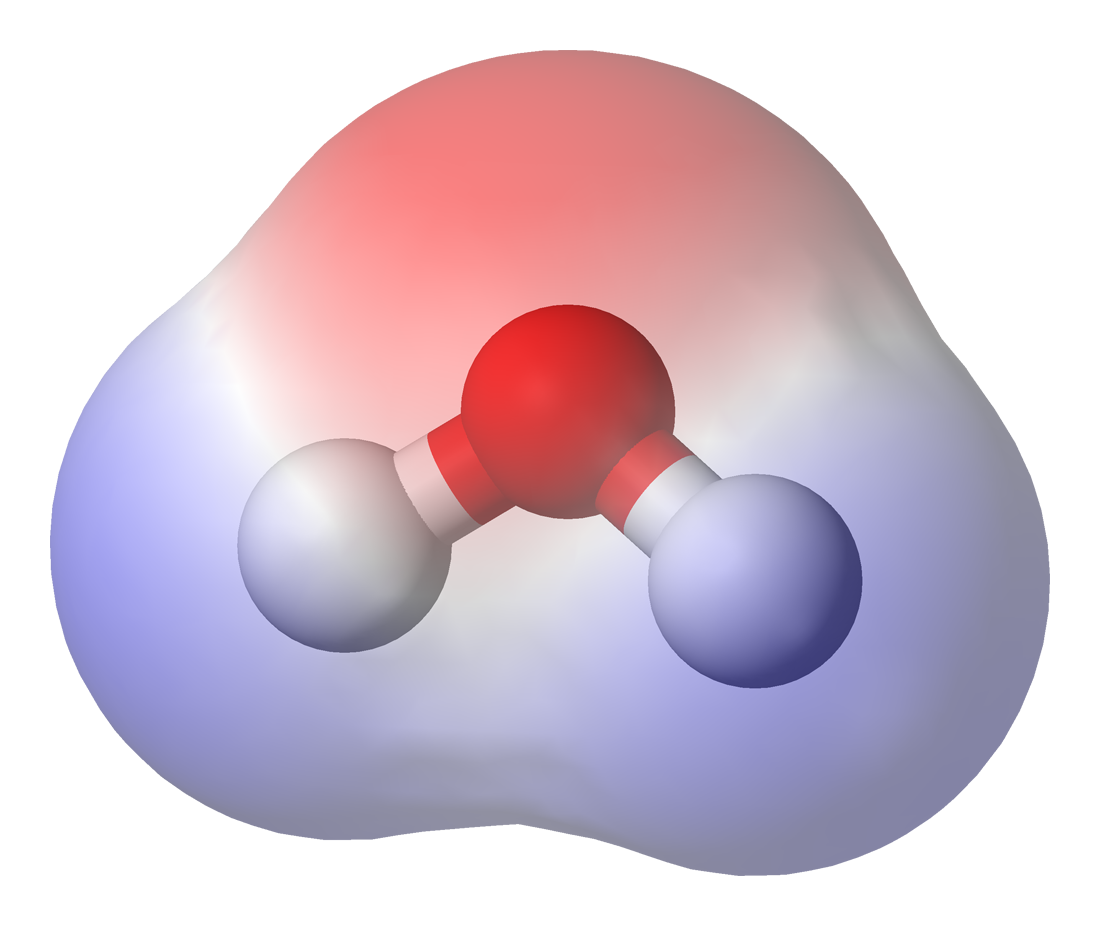
O moleculă de apă, un exemplu tipic de moleculă polară. Sarcinile negative sunt distribuite asupra atomului de oxigen (roșu), iar cele pozitive la atomii de hidrogen (albastru).

În chimie, polaritatea este separarea sarcinilor electrice în cadrul unei molecule, ceea ce duce la existența unui moment electric dipolar și a doi poli (de obicei în separate în cadrul unor grupe chimice), unul pozitiv și unul negativ.
Existența unor legături polare este legată de diferența de electronegativitate dintre atomii legați, iar dacă o moleculă are grupe polare, dar există o simetrie care duce la anularea momentului de dipol, atunci polaritatea se pierde, un exemplu fiind metanul. Moleculele polare interacționează prin forțe intermoleculare de tip dipol-dipol sau prin legături de hidrogen. Polaritatea influențează multe proprietăți fizice ale substanțelor dipolare, precum tensiunea superficială, solubilitatea și punctele de fierbere și de topire. Influența polarității se observă în diferențe de solubilitate a unor nemetale ca sulf, iod, fosfor în solvenții polari comparativ cu cei nepolari.